# Embajada de España en Japón

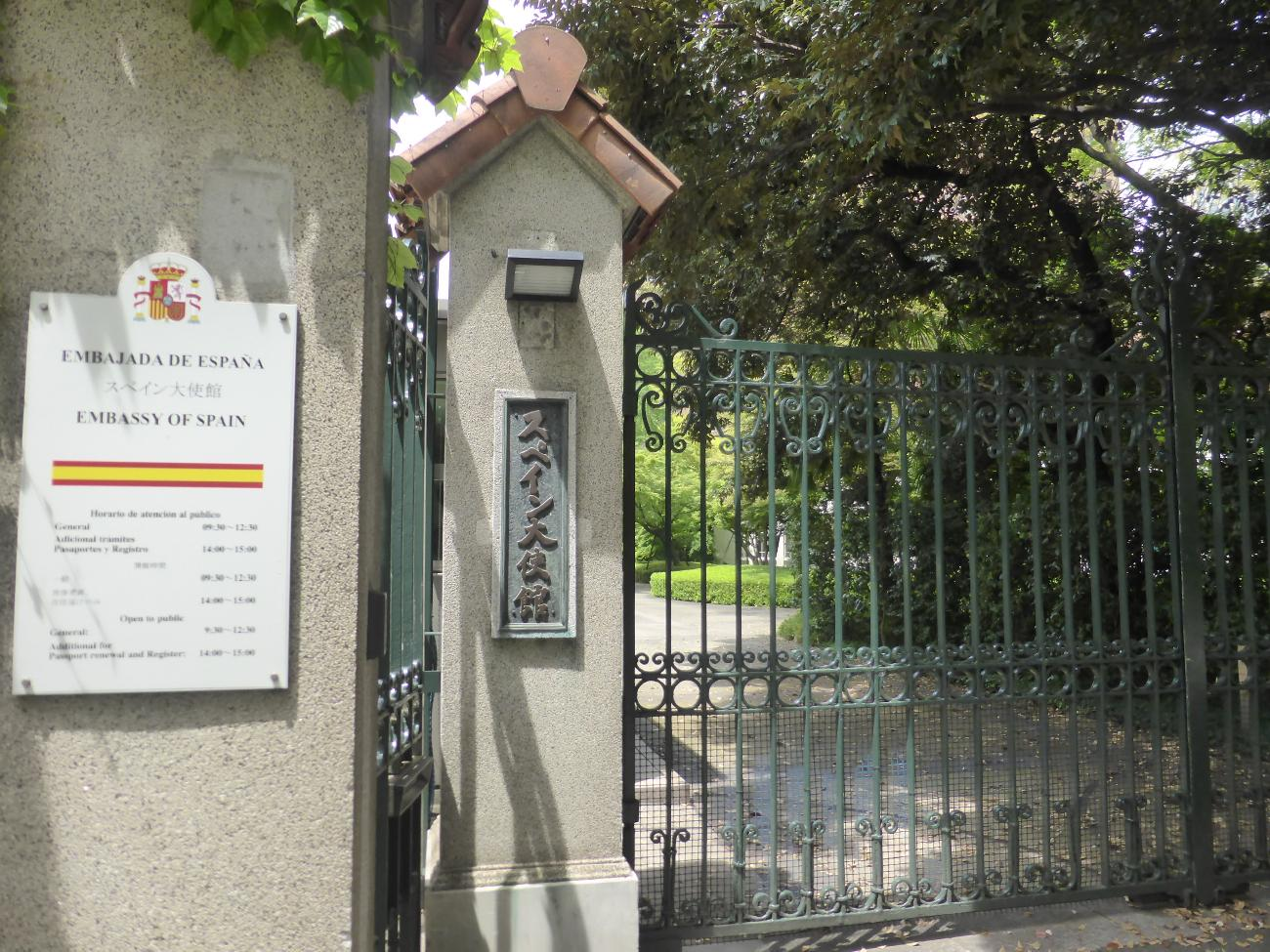
La puerta principal de la embajada.

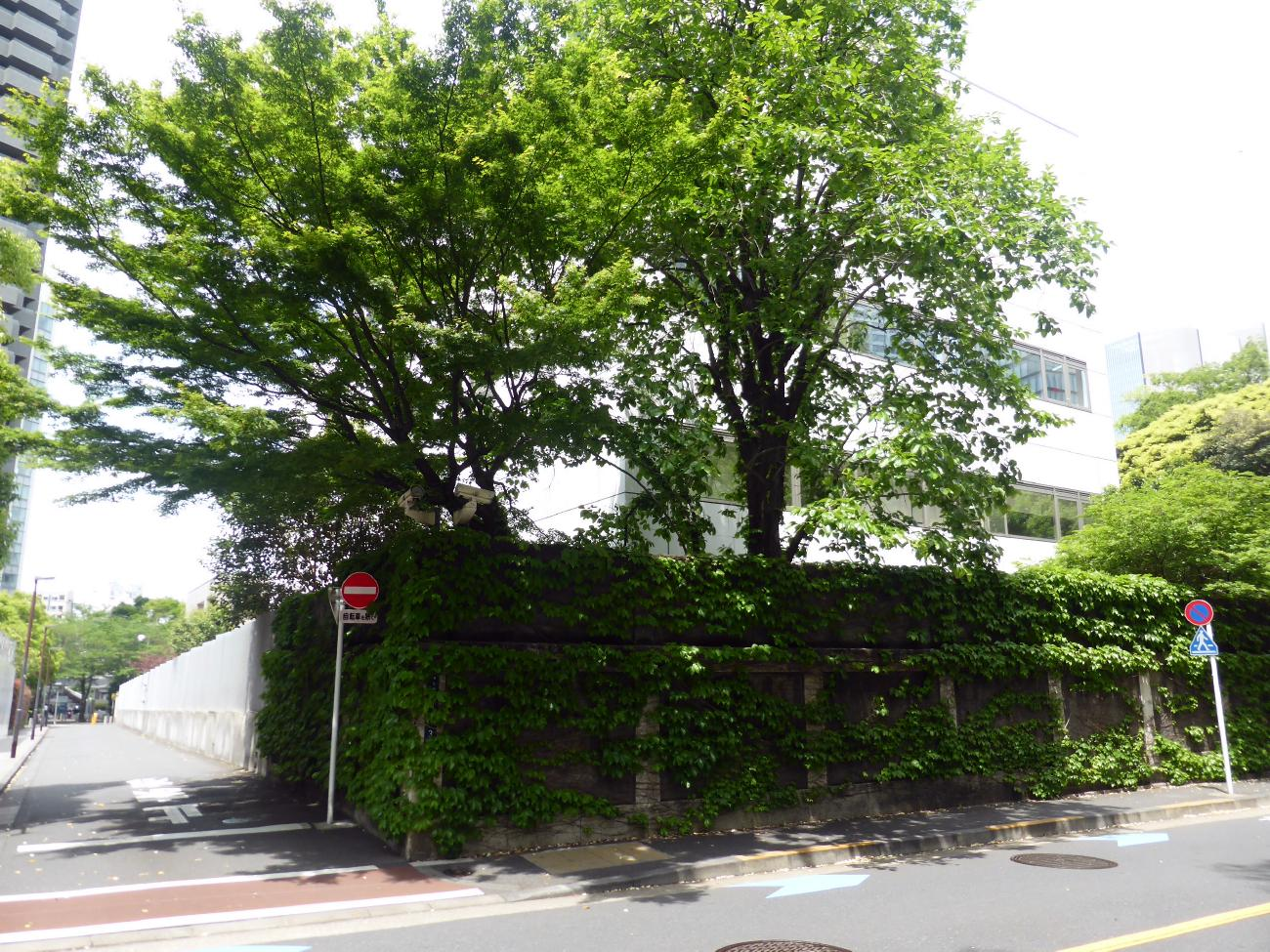
Una calle junto a la embajada se llama Spain-zaka, que significa «La cuesta de España» en japonés.

La Embajada de España en Japón es la máxima representación legal del Reino de España en Japón.

## Embajador
El actual embajador de España en Japón es Íñigo de Palacio España, quien fue nombrado por el gobierno de Pedro Sánchez el 28 de enero de 2025.

## Historia
España y Japón iniciaron relaciones el 12 de noviembre de 1868, se firmó el Tratado hispano-japonés de Amistad, Comercio y Navegación entre José Heriberto García de Quevedo y Higashikuze Michitomi. España y Japón fueron países vecinos hasta la pérdida de las Filipinas como resultado de la guerra hispanoamericana de 1898.
Las relaciones diplomáticas entre los dos países son buenas y amistosas, excepto durante el último año de la Segunda Guerra Mundial y sus últimos años. Después de la independencia de Japón en el 28 de abril de 1952, Francisco José del Castillo ejercitó como el primer embajador español ante Japón.